# Gumballs fantastiske verden
Gumballs fantastiske verden (sommetider refereret til som Gumball, engelsk: The Amazing World of Gumball) er en britisk-amerikansk tegnefilmsserie skabt af Ben Bocquelet. Den havde forpremiere 2. maj 2011 i Storbritannien og fik officielt premiere 5. september samme år. I USA havde den forpremiere 3. maj 2011 og officiel premiere 9. maj, på Cartoon Network. Serien er ratet TV-Y7-FV og er nogle gange også ratet TV-PG. Serien er usædvanlig, fordi den anvender flere forskellige stilarter af animation, ofte samtidig.

## Afsnit

### Serieoversigt
| Sæson | Sæson       | Afsnit      | Oprindelig sendt  | Oprindelig sendt  |
| Sæson | Sæson       | Afsnit      | Start             | Slut              |
| ----- | ----------- | ----------- | ----------------- | ----------------- |
|       | Pilotafsnit | Pilotafsnit | 9. maj 2008       | 9. maj 2008       |
|       | 1           | 36          | 3. maj 2011       | 13. marts 2012    |
|       | 2           | 40          | 1. august 2012    | 3. november 2013  |
|       | 3           | 40          | 5. juni 2014      | 8. juli 2015      |
|       | 4           | 40          | 7. juli 2015      | 5. september 2016 |
|       | 5           | 40          | Dato ukendt       | 6. oktober 2017   |
|       | 6           | 44          | 5. januar 2018    | 24. juni 2019     |
|       | Specials    | 14          | 14. december 2019 | 20. juni 2021     |

## Medvirkende
Hovedpersoner (skuespilleren, der lægger stemme til, er angivet i parentes umiddelbart efter figuren)
- Gumball Watterson (Logan Grove): Han er hovedpersonen i serien. En 12 år gammel problemskabende hankat, som gentagne gange gør idiotiske ting, men aldrig lærer af det. Han er hemmeligt forelsket i Penny. På trods af sin uregerlige opførsel kan han være loyal, seriøs og ofte godhjertet. Han er ofte et offer for omstændighederne. Hans rigtige navn er Zack, hvilket han ikke selv kan lide, og derfor kaldes ved sit kaldenavnet i stedet.
- Darwin Watterson (Kwesi Boakye): Han er seriens anden hovedperson. Han var tidligere Gumballs kælefisk, men fik en dag ben og blev hurtigt venner med Gumball. Han blev efterfølgende medlem af familien. På grund af sin pludselige introduktion til familien er hans syn på verden lidt skævt, og han har tendens til at være mere naiv end de andre figurer. Selv om han til tider synes, at hans bedste ven kan have negativ indflydelse på ham, er han meget loyal over for Gumball og er til tider også smart kløgtig. Han hjælper ofte Gumball ud af vanskelige situationer.
- Anais Watterson (Kyla Rae Kowalewski): Hun er en lyserød kanin og et vidunderbarn på fire år, der er seriens yngste og anses for at være den smarteste. Hun omtales som ofte som et geni og går i skole sammen med sin meget ældre bror, Gumball. Han hader, at hun altid fortæller ham, hvad de skal gøre, men inderst inde ved han, at hun som regel har ret. Selv om hun er utålmodig med sin bror, tager hun ofte med Gumball på hans uheldige eventyr, hvor hun fungerer som en fornuftens stemme. Hun hjælper også Gumball ud af enhver situation.
- Richard Watterson (Dan Russell): Han er far til Gumball og en kæmpe kanin, som ikke synes at have nogen form for intelligens eller ansvar. Han bruger som regel al sin tid på at sove, og til tider glemmer han at tage tøj på. Han har stor appetit og er meget glubsk. Han fungerer ofte som et tredje hjul på sin søns uheldige eventyr og bekymrer sig trods sin sløvhed generelt meget om familien.
- Nicole Watterson (Teresa Gallagher): Hun er mor til Gumball og en arbejdsnarkoman af en kat, der også arbejder som husmor mange timer for at holde huset rent. Hun er det eneste ansvarlige medlem af familien, bortset fra Anais. Hun har en kort lunte og kan hurtigt blive vred, og hun er også et konkurrencemenneske af natur. Hun virker ofte som en rettesnor for Gumball og Darwin, som tit kommer i problemer. Hun bliver tit alt for stresset.

### Danske stemmer
| Kyla Rae Kowalewski  | Annevig Schelde Ebbe Gaia Ryberg | Anais Watterson        |
| Richard Overall      | Annevig Schelde Ebbe | Billy Parham           |
| Jessica McDonald     | Annevig Schelde Ebbe | Carrie Krueger         |
| Terrell Ransom Jr.   | Lucas Lomholt Eriksen Jakob Elmark-Nandfred | Darwin Watterson       |
| Sandra Dickinson     | Vibeke Dueholm | Farmor Jojo Watterson  |
| Lewis Macleod        | Vibeke Dueholm | Frk Primat             |
| Rupert Degas         | Michael Elo | Gaylord Robinson       |
| Logan Grove          | Nickolas Due Feit Frederik Rose | Gumball Watterson      |
|                      | Niclas Mortensen | Hr. Pepperoni          |
| Kerry Shale          | Annevig Schelde Ebbe | Idaho                  |
| Hugo Harold-Harrison | Niclas Mortensen | Julius Oppenheimer Jr. |
| Kerry Shale          | Peter Zhelder | Larry Needlemeyer      |
|                      | Mathias Klenske | Leslie                 |
| Jessica McDonald     | Katrine Falkenberg | Masami Yoshida         |
| Teresa Gallagher     | Karoline Munksnæs | Nicole Watterson       |
| Lewis Macleod        | Peter Zhelder | Rektor Brun            |
| Dan Russell          | Søren Ulrichs | Richard Watterson      |
| Lewis Macleod        | Sigurd Holmen Le Dous | Rocky Robinson         |
| Teresa Gallagher     | Annevig Schelde Ebbe | Teri                   |
| Dan Russell          | Peter Zhelder | Tina Rex               |
| Rupert Degas         | Mathias Klenske | Tobias Wilson          |
| ?                    | - Christian Damsgaard - Jesper Hagelskær Paasch - Katrine Falkenberg - Lars Ranthe - Linda Elvira Magnussen - Mads Norved Dueholm - Mathias Klenske - Niclas Mortensen - Oliver Berg - Tobias Staugaard - Trine Glud | Div. Roller            |

## Produktion

### Udvikling
Da Cartoon Network Development Studio Europe blev etableret i 2007, blev Ben Bocquelet ansat for at hjælpe folk med at præsentere deres projekter til netværket. Men da studiet besluttede sig for, at deres medarbejdere skulle fremlægge deres egne ideer, besluttede han sig for at tage nogle af de afviste ideer og sætte dem sammen til en serie, som foregår på en skole. Daniel Lennard, vicepræsident for Original Series and Development hos Turner Broadcasting UK, kunne lide ideen og gav grønt lys for serien. Der var tyve episoder skrevet til første sæson, men kun atten var blevet udarbejdet. Sæson nummer to blev annonceret 17. maj 2011 og ville bestå af elleve ekstra episoder, hvilket bringer det samlede antal op på 38.

## Modtagelse

### Kritikere
Brian Lowry fra Variety gav showet en positiv anmeldelse. I sin anmeldelse kalder han det for det meste “et rigtig smart spin på et hjemligt kaos" og "førsteklasses fjolleri." Seriens snigpremiere i USA 3. maj 2011 gav 2,120 millioner seere, og premieren 9. maj samme år gav 1,937 millioner seere.